# Кяччи
Кяччи (якут. Кээччи) — село в Олёкминском районе Республики Саха (Якутия) России. Административный центр и единственный населённый пункт Кяччинского наслега.

## География
Село находится в юго-западной части Якутии, в пределах левобережной части долины реки Лена, на берегах реки Хомустах, на расстоянии примерно 15 км (по прямой) к западу-юго-западу (WSW) от города Олёкминск, административного центра района. Абсолютная высота — 143 м над уровнем моря.
Климат
Климат характеризуется как резко континентальный. Средняя температура воздуха самого тёплого месяца (июля) составляет 18 °C; самого холодного (января) — −30 − −35 °C. Среднегодовое количество атмосферных осадков составляет 200—300 мм.
Часовой пояс
Село Кяччи находится в часовой зоне МСК+6. Смещение применяемого времени относительно UTC составляет +9:00.

## Население
| 2002 | 2010 | 2021 |
| ---- | ---- | ---- |
| 345  | ↗360 | ↘283 |

Половой состав
По данным Всероссийской переписи населения 2010 года, в гендерной структуре населения мужчины составляли 51,4 %, женщины — соответственно 48,6 %.
Национальный состав
Согласно результатам переписи 2002 года, в национальной структуре населения якуты составляли 96 %.

## Улицы
| - пер. Автотранспортный, - пер. Администрации, - ул. Берёзовая, - ул. Гаражная, | - ул. Заречная, - ул. Молодёжная, - ул. Озёрная, - пл. Победы, | - пер. Подгорный, - ул. Полевая, - пер. Складской, - ул. Центральная. |

## Известные уроженцы
- Сергеев, Михаил Семёнович (1926—2025) — советский бригадир, Герой Социалистического Труда.